# 短剧 (中国)
微短剧，简称短剧。是在中国大陆流行的一种网络剧。这类剧集大多改编自虚构题材的网络小说，依托于抖音、快手等新媒體短视频平台发行，其中相当一部分为便于手机观赏直接制作为竖屏。每集长度较短，时长1分钟至3分钟左右。全集的长度和一部电影相当。短剧有时会被改编成互动电影游戏。

## 文学风格
相比起传统国产电视剧，短剧剧本以虚构设定见长，无意进行复杂的心理描写。最常见的一类剧本是爽文，即“万事如意”文，针对欲望、社会矛盾和心理创伤，给出夸张过瘾的满足。一些常见剧情如“权力崇拜”和“控制爱”等虽缺乏批判性，但更直接地表现了社会上存在的等级观念。

## 中国的制作
与大多数上传到TikTok等应用的内容不同，短剧（duanju）并非用户生成内容，而是由专业团队制作。中国的制作公司会雇佣职业演员和剧组进行拍摄和剪辑。
在中国，短剧通常在两周内完成拍摄，并采用非常紧凑的预算。 此类作品多采用freemium模式：前几集免费观看，随后通过点播、订阅制等方式进行商业化。

## 国际扩展

### 欧洲
自2025年起，亚洲平台Stardust TV开始向欧洲扩展，尤其是在法国。其最新内容之一是法国的竖屏系列剧《Les Aventures avec ma voisine》（《邻家冒险》），由 纪尧姆·圣若热 (Guillaume Sanjorge)制作。该剧被认为是第一部登陆专注于移动竖屏剧的亚洲平台的法国作品。
欧洲移动竖屏短剧的兴起在2024年11月23日和2025年6月14日于巴黎举办的国际活动中受到关注，这些活动由 Studio Phocéen 工作室主办。

### 美洲
中国制作公司已开始与美国和英国的合作伙伴展开合作，将内容带给英语观众。这通常通过为现有的中文短剧配音，或使用英语演员重拍整个剧集来实现。这些国家的制作成本也非常低，整季内容有时在短短10天内便可拍摄完成。

## 爭議

### 著作权
由於版權意識不強，版權保護困難，許多劇本一旦走紅就被大量翻拍，導致相似內容充斥網絡，許多翻拍未經原作者授權。不同人看到的短劇可能有相同或相似劇情，但由不同的演員扮演。

## 审查
2022年12月，中华人民共和国国家广电总局发布《关于进一步加强网络微短剧管理实施创作提升计划有关工作的通知》，提出了加强网络微短剧准入备案、规划引导、内容审核等十个方面的管理举措。针对“不良内容”，2023年11月，多平台公告下架部分违规微短剧。
2024年12月21日，国家广播电视总局网络视听司发布“加强微短剧片名审核”提示，要求微短剧片名应提升思想内涵，传递主流价值观，“不得使用恶俗、恶趣味等违背公序良俗的片名，不渲染极端对立、复仇、暴戾、焦虑”。2025年1月3日至4日举行的2025年全国广播电视工作会议上，广电总局负责人表示将于年内制定《微短剧管理办法》。
2025年2月5日，国家广播电视总局办公厅公布《关于进一步统筹发展和安全促进网络微短剧行业健康繁荣发展的通知》，要求实行“分类分层审核”“白名单”和“总编辑内容负责制”三大制度，同时对短剧实行许可制度，所有短剧必须持有网络剧发行许可证，“网络视听平台不得上线传播未取得许可证或备案号的微短剧，不得为其进行引流、推送流量”。

## 延伸阅读
- 爽剧